# Angelino Alfano
Pour les articles homonymes, voir Alfano (homonymie).
Angelino Alfano, né le 31 octobre 1970 à Agrigente, est un juriste, avocat spécialisé en droit de l'entreprise, et un homme politique italien. 
Nommé ministre de la Justice au sein du gouvernement Berlusconi IV, en mai 2008, il quitte son ministère le 27 juillet 2011, pour se consacrer à la charge de secrétaire général du Peuple de la Liberté, qui lui a été confiée par le président du Conseil, Silvio Berlusconi, dont il est régulièrement présenté comme le « dauphin » politique. 
Le 28 avril 2013, deux mois suivant des élections parlementaires n'ayant dégagé aucune majorité claire dans les deux Chambres du Parlement, il prend les fonctions de vice-président du Conseil des ministres, et ministre de l'Intérieur du gouvernement Letta, cette dernière fonction, il la conserve dans le gouvernement Renzi.
Le 12 décembre 2016, Angelino Alfano est nommé au poste de ministre des Affaires étrangères et de la Coopération internationale dans le gouvernement Gentiloni.

## Biographie

### Débuts politiques
Angelino Alfano commence sa carrière politique en Sicile dans les années 1990. Considéré comme un homme de confiance de Silvio Berlusconi, il devient député à la troisième tentative en 2001. Il est réélu en 2006 puis en 2008, pour la circonscription proportionnelle XXIV (Sicile 1). 
En 2002, il est nommé responsable des politiques pour le Mezzogiorno de Forza Italia. En 2005, il devient le coordinateur du parti en Sicile.

### Ministre de la Justice de Berlusconi
Après le retour au pouvoir de la coalition de centre droit de Silvio Berlusconi aux élections générales d'avril 2008 et la formation du parti du Peuple de la liberté (PdL), Angelino Alfano devient le nouveau ministre de la Justice. Il est à l'origine de la loi Alfano approuvée le 22 juillet 2008 qui donne une immunité pénale aux quatre postes politiques les plus importants (président de la République, président du Sénat, président de la Chambre des Députés, et président du Conseil) durant leur mandat. Cette loi fut ensuite abrogée en octobre 2009, car jugée anticonstitutionnelle.

### Le dauphin du Cavaliere
Perçu comme le « dauphin » de Berlusconi, il est nommé secrétaire politique national du Peuple de la liberté (PdL) le 1er juillet 2011, ce qui en fait le numéro deux du parti. À peine une semaine plus tard, le président du Conseil annonce, dans un entretien accordé à La Repubblica, qu'il ne se représentera pas aux prochaines élections générales prévues pour 2013 et qu'il soutiendra Alfano pour lui succéder. Angelino Alfano laisse, le 27 juillet 2011, son fauteuil de ministre de la Justice à Nitto Francesco Palma, ancien secrétaire d'État au ministère de l'Intérieur.

### Ministre de l'Intérieur de la grande coalition
Le 28 avril 2013, il prête serment au palais du Quirinal, devant le président de la République, Giorgio Napolitano, acceptant officiellement la charge de vice-président du Conseil des ministres et ministre de l'Intérieur au sein du gouvernement d'Enrico Letta.
Le 28 septembre, il présente sa démission, comme tous les ministres du PDL du gouvernement, pour protester contre la possible destitution de Silvio Berlusconi de son mandat de sénateur. Il appelle toutefois à la modération en se déclarant « diversement berlusconien » et en déclarant vouloir « stopper les extrémistes qui entraînent le parti dans une aventure dangereuse ». Toutefois, les députés ayant renouvelé au début d'octobre leur confiance lors d'un vote au gouvernement Letta, leur lettres de démissions sont refusées, et les ministres restent en poste.

### Le Nouveau Centre droit
À l'occasion du conseil national du 16 novembre 2013 où Le Peuple de la liberté reprend le nom de Forza Italia, Alfano décide ne pas faire partie du nouveau mouvement et avec une cinquantaine de parlementaires fonde le Nouveau Centre droit qui entend continuer de soutenir le gouvernement Letta dont il est le vice-président.
Il est reconduit à son poste dans le gouvernement Renzi où il ne conserve pas ses fonctions de vice-président du gouvernement.

### Ministre des Affaires étrangères
À la suite de la nomination du président du Conseil des ministres italien, Paolo Gentiloni, Angelino Alfano devient ministre des Affaires étrangères.